# Zielony Potok (Wyspa Króla Jerzego)
Zielony Potok (ang. Green Creek) - potok na Wyspie Króla Jerzego, na zachód od Zatoki Admiralicji. Rozpoczyna bieg na krawędzi Lodowca Tower, po czym spływa po Pełznącym Stoku do Rajskiej Zatoki. Nazwa, nadana w 1984 roku przez polską ekspedycję naukową, pochodzi od zielonych zlepieńców odnalezionych nad brzegami potoku.
Potok leży na terenie Szczególnie Chronionego Obszaru Antarktyki "Zachodni brzeg Zatoki Admiralicji" (ASPA 128).